# 1975 au cinéma
| Années du cinéma : 1972 - 1973 - 1974 - 1975 - 1976 - 1977 - 1978    |
| Décennies du cinéma : 1940 - 1950 - 1960 - 1970 - 1980 - 1990 - 2000 |

Cet article présente les faits marquants de l'année 1975 au cinéma.

## Événements
- 30 décembre : Décret surtaxant en France la production des films pornographiques (classés « X ») et les confinant dans les circuits spécialisés.
- 21 mars : Infarctus de Louis de Funès quelque temps avant le début du tournage du film Le Crocodile de Gérard Oury.

### Quelques films de l'année
- Akira Kurosawa réalise Dersou Ouzala.
- John Cassavetes réalise Une femme sous influence.
- Pier Paolo Pasolini réalise Salò ou les 120 Journées de Sodome.

## Principales sorties en salles enFrance
- 22 janvier : C'est pas parce qu'on a rien à dire qu'il faut fermer sa gueule, film de Jacques Besnard, avec Bernard Blier.
- 13 février : Au nom du peuple italien (In nome del popolo italiano), film italien de Dino Risi
- 25 février : Phantom of the Paradise, film américain de Brian De Palma
- 28 février : Les Pirates du métro (The Taking of Pelham One Two Three), film américain de Joseph Sargent et mettant en vedette Walter Matthau (VF : André Valmy) : Lieutenant Zachary 'Z' Garber, Robert Shaw (VF : Bernard Dhéran) : Mr. Blue - Bernard Ryder, Martin Balsam (VF : Georges Atlas) : Mr. Green- Harold Longman, Hector Elizondo (VF : Marc François) : Mr. Gray - Joe Welcome, Earl Hindman : Mr. Brown - George Steever, Dick O'Neill : Frank Correll et Jerry Stiller (VF : Alain Dorval) : Lieutenant Rico Patrone.
- 1er mars : La Tour infernale (The Towering Inferno), film américain de John Guillermin, avec Steve McQueen et Paul Newman
- 27 août : Le Parrain 2 (Mario Puzo's The Godfather : Part II), film américain de Francis Ford Coppola, avec Al Pacino.

- 26 novembre : Le Sauvage, film de Jean-Paul Rappeneau, avec Yves Montand et Catherine Deneuve

- Sept morts sur ordonnance de Jacques Rouffio (3 décembre)
- Adieu poulet de Pierre Granier-Deferre (10 décembre)
- Barry Lyndon de Stanley Kubrick
- Cousin, cousine de Jean-Charles Tacchella
- Dupont Lajoie d'Yves Boisset
- Histoire d'O, film de Just Jaeckin.
- L'Homme qui voulut être roi : film américain de John Huston avec Sean Connery, Michael Caine, Christopher Plummer.
- L'important c'est d'aimer, film d'Andrzej Zulawski avec Romy Schneider
- La Chair de l'orchidée de Patrice Chéreau (1er février)
- Le Vieux Fusil de Robert Enrico avec Romy Schneider et Philippe Noiret
- Les Dents de la mer film de Steven Spielberg
- Les Galettes de Pont-Aven film de Joël Seria (20 août)
- Les Insectes de feu : Science-Fiction américain de Jeannot Szwarc avec Bradford Dillman, Jesse Vint
- Que la fête commence de Bertrand Tavernier (23 mars)
- Un après-midi de chien : policier américain de Sidney Lumet avec Al Pacino, John Cazale
- Vincent, François, Paul... et les autres, film de Claude Sautet avec Yves Montand, Michel Piccoli, Serge Reggiani, Gérard Depardieu…
- Vol au-dessus d'un nid de coucou, film de Miloš Forman avec Jack Nicholson.

## Festivals

### Cannes
- Chronique des années de braise de Mohammed Lakhdar-Hamina remporte la Palme d'or au Festival de Cannes.

## Récompenses

### Oscars
- Vol au-dessus d'un nid de coucou de Miloš Forman remporte l'Oscar du meilleur film.

### Autres récompenses
- x

## Box-Office

### France
| Classement                 | Titre                               | Pays | Réalisateur      | Box-Office France |
| -------------------------- | ----------------------------------- | ---- | ---------------- | ----------------- |
| 1.                         | La Tour infernale                   |      | John Guillermin  | 4 466 376 entrées |
| 2.                         | Peur sur la ville                   |      | Henri Verneuil   | 3 948 376 entrées |
| 3.                         | On a retrouvé la septième compagnie |      | Robert Lamoureux | 3 740 209 entrées |
| 4.                         | Histoire d'O                        |      | Just Jaeckin     | 3 512 531 entrées |
| 5.                         | Le Vieux Fusil                      |      | Robert Enrico    | 3 365 471 entrées |
| Source : cbo-boxoffice.com |                                     |      |                  |                   |

### États-Unis
1. Rollerball
2. x
3. x

## Principales naissances
- 4 janvier : Judith Siboni († 30 mars 2021).
- 5 janvier : Bradley Cooper
- 14 février : Malik Zidi
- 22 février : Drew Barrymore
- 15 mars : Eva Longoria
- 22 mars : Cole Hauser
- 26 mars : Cyril Mennegun
- 28 mars : Richard Kelly
- 8 mai : Jodhi May
- 25 mai : Aïssa Maïga
- 4 juin : Angelina Jolie
- 18 juin :
  - Jamel Debbouze
  - Marie Gillain
- 27 juin : Tobey Maguire
- 17 juillet : Cécile de France
- 5 août : Kajol
- 7 août : Charlize Theron
- 12 août : Casey Affleck
- 22 août : Rodrigo Santoro
- 24 août : James D'Arcy
- 20 septembre : Asia Argento
- 30 septembre : Marion Cotillard
- 5 octobre : Kate Winslet
- 27 octobre : Lorànt Deutsch
- 29 octobre : 
  - Kelly Lin
  - Aksel Hennie
- 8 novembre : Tara Reid
- 17 décembre : Milla Jovovich
- 22 décembre : Manu Payet

## Principaux décès

### Premier trimestre
- 9 janvier : Pierre Fresnay, acteur français (° 1897)
- 6 mars : Efim Kopelian, acteur soviétique (° 1912)

### Deuxième trimestre
- 25 avril : Varvara Miasnikova, actrice soviétique (° 1900)
- 28 mai : Lung Chien, réalisateur et scénariste chinois (° 1916)
- 30 mai : Michel Simon, acteur suisse (° 1895)

### Troisième trimestre
- 17 juillet : Boris Babotchkine, acteur soviétique (° 5 janvier 1904).
- 31 aout : Pierre Blaise, acteur français (° 11 juin 1955).

### Quatrième trimestre
- 2 novembre : Pier Paolo Pasolini, écrivain, scénariste et réalisateur italien (° 1922)